# Liliput (ser)

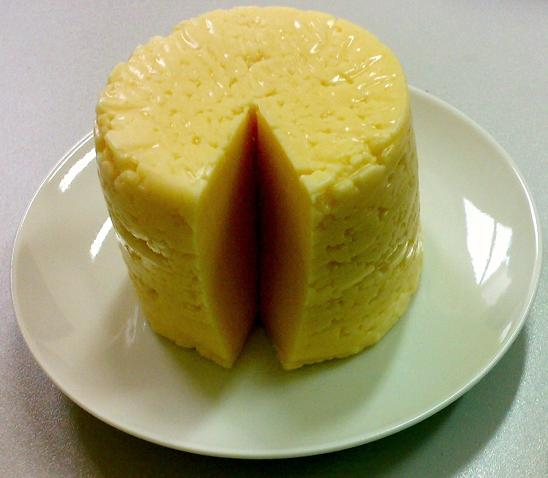
Liliput

Liliput (oryginalny: liliput wielkopolski, poza Wielkopolską: liliput) – ser dojrzewający, wytwarzany głównie w Wielkopolsce z mleka krowiego. Liliput wielkopolski został wpisany na listę produktów tradycyjnych 13 lipca 2008.

## Charakterystyka
Liliput wielkopolski produkowany jest na terenie Wielkopolski, w szczególności w okolicach Wągrowca, Obornik, Gniezna, Wrześni, Witkowa i Kępna. Jednak mleko w większości pochodzi z terenów powiatu wągrowieckiego, gdzie nie nastąpiło pełne umasowienie hodowli krów. Rolnicy dostarczający surowiec dysponują zazwyczaj niewielkimi stadami (do 20 krów) i stosują tradycyjne karmy, bez dodatków chemicznych. W jednym z gospodarstw istnieje i działa kocioł parowy z 1914.
Poza Wielkopolską (np. w Grajewie, czy Ciechanowie) wytwarzany metodami przemysłowymi, w oparciu o niższe wymagania surowcowe, z dodatkiem azotanu potasu i annato.

## Smak
Specyficzny smak sera bierze się z kilku czynników: ręcznej produkcji, naturalnych surowców i oryginalnego procesu solenia w specjalnych zbiornikach solankowych.

## Dane
- miąższ jednolity w całej bryle, z nielicznymi oczkami, miękki, elastyczny,
- kształt – owalny, cylindryczny – średnica około 10 cm, a wysokość około 4 cm,
- smak bardzo łagodny i delikatny,
- barwa – od jasnożółtej do żółtej, jednolita,
- wartość pH – w zakresie 5,15-5,3.